# Isle of Man TT 1971
De TT van Man 1971 was de vierde race van het wereldkampioenschap wegrace-seizoen 1971. De races werden verreden van 6 tot 13 juni 1971 op de Snaefell Mountain Course op het eiland Man. Door de Interval-start rijdt men eigenlijk een tijdrace. De TT kostte het leven aan Brian Finch en Maurice Jeffrey.

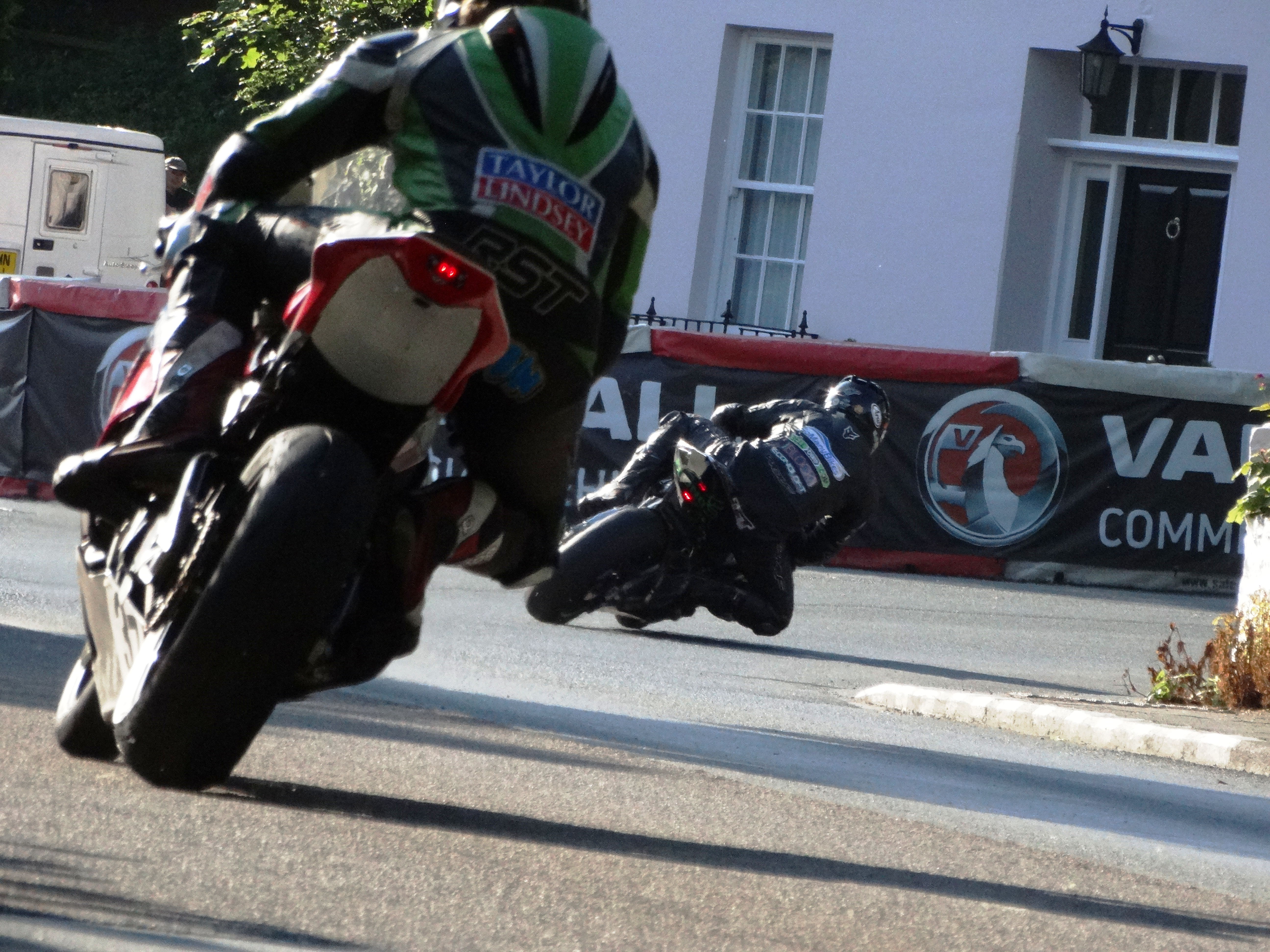
Het voormalige Ballacraine Hotel (achtergrond) is tegenwoordig afgeschermd, maar in 1971 reed Brian Finch het hotel in, waarschijnlijk door weigerende remmen. Het kostte hem zijn leven. Een wat macaber toeval was dat Cyril Standen, een lid van de Peveril Motor Cycle Club, in 1935 ook door de deur van het hotel was gereden als stunt voor de film No Limit met George Formby.

## Algemeen
Het weer was slecht tijdens de Isle of Man TT van 1971, waardoor een aantal wedstrijden in regen en mist verreden werd en de Senior TT en dag moest worden uitgesteld. Na de invoering van de Production TT in 1967 werd nu een nieuwe klasse toegevoegd: de Formula 750 TT. Dit was vooral gedaan om de sterke BSA Rocket 3/Triumph Trident racers een podium te geven. De echte raceversies van deze machines mochten in de Production 750 TT niet starten. De eerste scheurtjes in het imago van de TT verschenen: er was nog geen sprake van een boycot, maar de toprijders uit de 125cc-klasse spraken onder elkaar af zich niet langer bloot te stellen aan de gevaren van de Mountain Course en bleven thuis.

## WK-klassen

### Senior TT (500 cc)
De Senior TT moest vanwege het slechte weer een volle dag worden uitgesteld. Giacomo Agostini was in de Junior TT uitgevallen en dus moest zijn 75e Grand Prix-overwinning in de Senior TT komen. Agostini leidde van start tot finish, Peter Williams werd met een Matchless G50 tweede en Selwyn Griffiths werd met een Matchless derde. In deze race verloor Maurice Jeffrey het leven na een val bij Rhencullen.

#### Uitslag Senior TT
| Pos | Coureur            | Merk            | Snelheid   | Tijd      | Punten |
| --- | ------------------ | --------------- | ---------- | --------- | ------ |
| 1   | Giacomo Agostini   | MV Agusta       | 101.59 mph | 2:12.24.4 | 15     |
| 2   | Peter Williams     | Matchless       | 98.40 mph  | 2:18.03.0 | 12     |
| 3   | Frank Perris       | Suzuki          | 96.51 mph  | 2:20.45.4 | 10     |
| 4   | Selwyn Griffiths   | Matchless       | 95.03 mph  | 2:22.57.4 | 8      |
| 5   | Gordon Pantall     | Kawasaki        | 95.02 mph  | 2:22.57.6 | 6      |
| 6   | Roger Sutcliffe    | Matchless       | 94.38 mph  | 2:23.56.2 | 5      |
| 7   | Keith Turner       | Suzuki          | 94.08 mph  | 2:24.23.2 | 4      |
| 8   | Charlie Sanby      | Seeley          | 94.04 mph  | 2:26.00.8 | 3      |
| 9   | Tom Dickie         | Matchless       | 92.82 mph  | 2:26.21.2 | 2      |
| 10  | Hans-Otto Butenuth | BMW             | 92.81 mph  | 2:26.21.8 | 1      |
| 15  | Tommy Robb         | Hurst-Seeley    | 90.59 mph  | 2:29.57.0 |        |
| DNF | Maurice Jeffrey    | Norton          | val        | (†)       | (†)    |
| DNF | John Williams      | Arter-Matchless |            |           |        |
| DNF | Tony Jefferies     | Arter-Matchless |            |           |        |
| DNF | Alex George        | Kawasaki        |            |           |        |
| DNF | Alberto Pagani     | Linto           |            |           |        |
| DNF | Alan Barnett       | Aermacchi       |            |           |        |

### Junior TT (350 cc)
In de Junior TT, die in regen en mist werd verreden, viel Giacomo Agostini al na een halve ronde uit doordat er een klep brak tijdens een sprong bij Milntown Cottage. Phil Read kwam aan de leiding met een door Helmut Fath getunede Yamaha TR 2 B, gevolgd door Alan Barnett op een Yamsel en Rodney Gould met de fabrieks-Yamaha TR 2. Read nam een flinke voorsprong, maar toen hij schakelproblemen kreeg kwamen Barnett en Gould weer dichterbij. Gould viel in de derde ronde bij Quarterbridge en verloor twee minuten, maar Barnett passeerde Read. Barnett viel echter bij Glen Helen waardoor Read weer aan de leiding kwam. Read maakte een tankstop en dacht dat zijn versnellingsbak wel heel zou blijven, maar in de vierde ronde brak zijn frame bij Glen Helen, waar Barnett langs de weg de race zat te volgen. Na de vierde ronde stopte Rodney Gould bij de TT Grandstand. Hij vond het door de opgekomen mist te gevaarlijk. Nu waren er drie nieuwe leiders: Tony Jefferies (Yamsel), Dudley Robinson (Yamaha) en Gordon Pantall (Yamaha). Robinson was de snelste, maar moest zijn tankstop nog maken waardoor hij zijn overwinning verspeelde. Jefferies nam de leiding voor Pantall, die veel last kreeg van zijn hand die verbrand was bij een val in de tweede ronde bij Braddan Bridge. Robinson viel in de laatste ronde door een vastloper, waardoor de derde plaats naar Bill Smith met een Honda CB 350 ging. De viertakten deden het goed in de Junior TT, omdat de tweetakten nog steeds erg gevoelig waren voor vocht.

#### Uitslag Junior TT
| Pos | Coureur          | Merk           | Snelheid   | Tijd       | Punten |
| --- | ---------------- | -------------- | ---------- | ---------- | ------ |
| 1   | Tony Jefferies   | Yamsel         | 86.91 mph  | 2:05.48.6  | 15     |
| 2   | Gordon Pantall   | Yamaha         | 89.55 mph  | 2:05.25.0  | 12     |
| 3   | Bill Smith       | Honda          | 89.09 mph  | 2:07.04.8  | 10     |
| 4   | John Williams    | AJS            | 88.94 mph  | 2:07.17.0  | 8      |
| 5   | Mick Chatterton  | Yamaha         | 87.38 mph  | 2:09.33.6  | 6      |
| 6   | Gerry Mateer     | Aermacchi      | 87.18 mph  | 2:09.51.8  | 5      |
| 7   | Mick Grant       | Yamaha         | 86.50 mph  | 2:10.52.0  | 4      |
| 8   | Billie Guthrie   | Yamaha         | 86.31 mph  | 2:11.09.0  | 3      |
| 9   | Günter Bartusch  | MZ             | 86.15 mph  | 2:11.24.2  | 2      |
| 10  | Peter Berwick    | Suzuki         | 85.90 mph  | 2:11.47.2  | 1      |
| 11  | Werner Pfirter   | Yamaha         | 85.87 mph  | 2:11.50.2  |        |
| 26  | Jan Kostwinder   | Yamaha         | 78.37 mph  | 2:33.15.0  |        |
| DNF | Rodney Gould     | Yamaha         | gestopt    |            |        |
| DNF | Phil Read        | Yamaha         | framebreuk | framebreuk |        |
| DNF | Alan Barnett     | Yamaha         | val        |            |        |
| DNF | Tony Rutter      | Yamaha         |            |            |        |
| DNF | Jack Findlay     | Dugdale-Yamaha |            |            |        |
| DNF | Giacomo Agostini | MV Agusta      | motor      |            |        |

### Lightweight 250 cc TT
Net als zijn 350cc-Yamaha TR 2 B was ook de 250cc-Yamaha TD 2 B van Phil Read getuned door Helmut Fath, die ook op het eiland Man aanwezig was. De machine had bovendien een Kröber thyristorontsteking en een Quaife-zesversnellingsbak, schijfrem voor en achter en een frame dat door Read zelf was ontworpen. Read's leidende positie werd hem alleen even afgenomen doordat Rodney Gould later ging tanken, maar hij won overtuigend. Peter Williams leverde een geweldige eerste (en enige) ronde af. Hij had voor de gelegenheid een fabrieks-MZ gekregen, maar had er niet eens mee getraind. In de eerste ronde moest hij aan de machine wennen en hij deed dat door Read te volgen. Bij Governor's Bridge brak zijn krukas, waardoor hij bijna een kilometer moest uitrollen naar de TT Grandstand. Desondanks reed hij deze eerste ronde met een gemiddelde snelheid van 158,7 km/h, terwijl Read het op volle snelheid met 161,06 km/h deed. Gould werd uiteindelijk slechts vierde, achter Barry Randle (Yamaha) en Alan Barnett (Yamsel).

#### Uitslag Lightweight 250 cc TT
| Pos | Coureur          | Merk           | Snelheid  | Tijd      | Punten |
| --- | ---------------- | -------------- | --------- | --------- | ------ |
| 1   | Phil Read        | Yamaha         | 98.02 mph | 1:32.23,6 | 15     |
| 2   | Barry Randle     | Yamaha         | 95.87 mph | 1:34.27.6 | 12     |
| 3   | Alan Barnett     | Yamsel         | 95.29 mph | 1:35.02.0 | 10     |
| 4   | Rodney Gould     | Yamaha         | 95.09 mph | 1:35.14.0 | 8      |
| 5   | Bill Henderson   | Yamaha         | 94.32 mph | 1:36.01.2 | 6      |
| 6   | Gyula Marsovszky | Yamaha         | 94.04 mph | 1:36.18.0 | 5      |
| 7   | Peter Berwick    | Yamaha         | 93.65 mph | 1:36.42.6 | 4      |
| 8   | Ian Richards     | Yamaha         | 93.47 mph | 1:36.53.4 | 3      |
| 9   | Börje Jansson    | Yamasaki       | 93.39 mph | 1:36.58.0 | 2      |
| 10  | Gordon Pantall   | Yamaha         | 95.35 mph | 1:37.00.8 | 1      |
| 13  | Jack Findlay     | Dugdale-Yamaha | 92.82 mph | 1:37.34.8 |        |
| 15  | Werner Pfirter   | Yamaha         | 92.61 mph | 1:37.47.8 |        |
| 21  | Jan Kostwinder   | Yamaha         | 88.18 mph | 1:42.42.8 |        |
| 24  | Brian Finch      | Yamaha         | 87.35 mph | 1:43.40.8 |        |
| 32  | Alberto Pagani   | Crooks-Suzuki  | 78.78 mph | 1:54.57.8 |        |
| DNF | Alex George      | Yamaha         |           |           |        |
| DNF | Barry Smith      | Yamaha         |           |           |        |
| DNF | Peter Williams   | MZ             | krukas    |           |        |
| DNF | Chas Mortimer    | Yamaha         |           |           |        |
| DNF | Günter Bartusch  | MZ             |           |           |        |
| DNF | Frank Perris     | Yamaha         |           |           |        |
| DNF | Tony Rutter      | Yamaha         |           |           |        |

### Lightweight 125 cc TT
In de Lightweight 125 cc TT bestond een "herenakkoord" tussen de drie leidende coureurs in het WK. Gilberto Parlotti en Ángel Nieto vonden het te gevaarlijk om naar Man te gaan en Dave Simmonds voelde er ook niet veel voor. Hij wilde geen misbruik maken van de situatie en zo bleven de echte toppers weg. Dieter Braun kon met het startgeld zijn reiskosten niet dekken en besloot ook thuis te blijven. Chas Mortimer had niet ingeschreven, maar nam de inschrijving van Braun over en startte dus wel. Hij kreeg zelfs een fabrieks-Yamaha. Börje Jansson (Maico) trainde als snelste, maar Mortimer kon beter uit de voeten met de regen en de dikke mistbanken op de Mountain Mile en won de race met een gemiddelde van 131,1 km/h, de langzaamste tijd sinds 12 jaar. Jansson werd tweede en John Kiddie (Honda) werd derde.

#### Uitslag Lightweight 125 cc TT
| Pos | Coureur         | Merk   | Snelheid  | Tijd      | Punten |
| --- | --------------- | ------ | --------- | --------- | ------ |
| 1   | Chas Mortimer   | Yamaha | 83.96 mph | 1:20.54.0 | 15     |
| 2   | Börje Jansson   | Maico  | 81.13 mph | 1:23.43.6 | 12     |
| 3   | John Kiddie     | Honda  | 76.14 mph | 1:29.12.2 | 10     |
| 4   | Peter Courtney  | Yamaha | 75.92 mph | 1:29.28.2 | 8      |
| 5   | Nev Watts       | Honda  | 75.70 mph | 1:29.43.6 | 6      |
| 6   | Carl Ward       | Maico  | 75.14 mph | 1:30.23.6 | 5      |
| 7   | Fred Smart      | Honda  | 74.96 mph | 1:30.36.6 | 4      |
| 8   | Lindsay Porter  | Honda  | 73.99 mph | 1:31.38.2 | 3      |
| 9   | Bill Rae        | Maico  | 73.19 mph | 1:32.48.4 | 2      |
| 10  | James Pearson   | Honda  | 72.97 mph | 1:33.05.0 | 1      |
| DNF | Barry Sheene    | Suzuki |           |           |        |
| DNF | Günter Bartusch | MZ     |           |           |        |
| DNF | Jan Kostwinder  | Yamaha |           |           |        |

### Sidecar 500 cc TT
In de Sidecar TT bleef de door Dieter Busch getunede BMW van Siegfried Schauzu eindelijk een keer heel, en hij won deze race dan ook. Met een laag gemiddelde weliswaar, want het regende ook tijdens de zijspanrace. Hoe populair de Sidecar TT was bleek uit het aantal starters: 77. Aanvankelijk konden Georg Auerbacher/Hermann Hahn en de gebroeders Jean-Claude en Albert Castella Schauzu nog redelijk volgen. Dit drietal had al na één ronde een flinke voorsprong op Arsenius Butscher/Josef Huber. In de laatste ronde reed Auerbacher op het circuit voor Schauzu, maar hij was 10 seconden eerder gestart. Schauzu bleef Auerbacher volgen, maar bij Governor's Bridge, 1 kilometer voor de finish sloeg zijn motor even af. Die sloeg ook meteen weer aan, maar Schauzu verloor toch enkele seconden. Hij werd desondanks eerste.

#### Uitslag Sidecar 500 cc TT
| Pos | Coureur               | Bakkenist        | Merk      | Snelheid  | Tijd       | Punten |
| --- | --------------------- | ---------------- | --------- | --------- | ---------- | ------ |
| 1   | Siegfried Schauzu     | Wolfgang Kalauch | Busch-BMW | 86.21 mph | 1:18.47.6  | 15     |
| 2   | Georg Auerbacher      | Hermann Hahn     | BMW       | 86.1 mph  | 1:18.53.2  | 12     |
| 3   | Arsenius Butscher     | Josef Huber      | BMW       | 81.31 mph | 1:23.32.36 | 10     |
| 4   | Jeff Gawley           | Graham Alcock    | BMW       | 80.22 mph | 1:24.40.8  | 8      |
| 5   | Richard Wegener       | Adi Heinrichs    | BMW       | 80.15 mph | 1:24.44.6  | 6      |
| 6   | Chris Vincent         | Mick Casey       | BSA       | 79.19 mph | 1:25.46.0  | 5      |
| 7   | Dick Hawes            | John Mann        | Seeley    | 76.37 mph | 1:28.56.2  | 4      |
| 8   | Robin Williamson      | Jack McPherson   | Triumph   | 75.47 mph | 1:30.00.6  | 3      |
| 9   | John Mines            | Geoff Davis      | Matchless | 75.25 mph | 1:30.46.0  | 2      |
| 10  | Peter Brown           | Fred Holden      | BSA       | 74.62 mph | 1:31.01.8  | 1      |
| DNF | Heinz Luthringshauser | Armgard Neumann  | BMW       |           |            |        |
| DNF | Horst Owesle          | Julius Kremer    | Münch-URS |           |            |        |

## Overige klassen

### Formula 750 TT
De eerste Formula 750 TT werd gewonnen door Tony Jefferies, die de race met zijn Triumph T150 Trident racer van start tot finish leidde. Achter hem werd wel een flink gevecht geleverd tussen Ray Pickrell met zijn BSA Rocket 3 en Peter Williams met de Norton Commando. Dat de Formule 750 TT voor racemotoren bedoeld was opende ook de mogelijkheid voor een aantal coureurs om hun 350cc-Yamaha TR 2's in te zetten. Die konden het de 750cc-machines, die allemaal waren afgeleid van straatmodellen, behoorlijk moeilijk maken.

#### Uitslag Formula 750 TT
| Pos | Coureur         | Merk       | Snelheid   | Tijd      |
| --- | --------------- | ---------- | ---------- | --------- |
| 1   | Tony Jefferies  | Triumph    | 102.85 mph | 1:06.02.0 |
| 2   | Ray Pickrell    | BSA        | 102.81 mph | 1:06.28.0 |
| 3   | Peter Williams  | Norton     | 101.22 mph | 1:07.06.2 |
| 4   | B.J.Clark       | Yamaha     | 96.76 mph  | 1:10.12.0 |
| 5   | Dudley Robinson | Yamaha     | 96.39 mph  | 1:10.28.2 |
| 6   | David Nixon     | Triumph    | 95.64 mph  | 1:11.01.0 |
| 7   | Bill Smith      | Kawasaki   | 95.37 mph  | 1:11.13.2 |
| 8   | Tom Dickie      | BMW        | 92.38 mph  | 1:13.31.4 |
| 9   | Peter Darvill   | Honda      | 85.81 mph  | 1:13.44.6 |
| 10  | Charlie Dobson  | Norton     | 91.67 mph  | 1:14.06.0 |
| DNF | Alex George     | Kawasaki   |            |           |
| DNF | Percy Tait      | Triumph    |            |           |
| DNF | Mick Grant      | Lee-Norton |            |           |

### Production 750 TT
Zonder de racemotoren Yamaha TR 2 en Kawasaki H 1 R werd de Production 750 TT uitsluitend door de zware viertaktmotoren gereden. Ray Pickrell kreeg zijn revanche voor het verlies in de Formula 750 TT na een fors gevecht met de Norton van Peter Williams. Williams viel in de derde ronde stil bij de Bungalow waardoor Pickrell gemakkelijk won.

#### Uitslag Production 750 TT
| Pos | Coureur            | Merk    | Snelheid   | Tijd      |
| --- | ------------------ | ------- | ---------- | --------- |
| 1   | Ray Pickrell       | Triumph | 100.07 mph | 1:30.30.2 |
| 2   | Tony Jefferies     | Triumph | 98.38 mph  | 1:30.03.0 |
| 3   | Bob Heath          | BSA     | 97.08 mph  | 1:33.17.4 |
| 4   | Hans-Otto Butenuth | BMW     | 93.75 mph  | 1:36.36.0 |
| 5   | David Nixon        | Triumph | 93.02 mph  | 1:37.21.0 |
| 6   | B.J.Clark          | Norton  | 92.97 mph  | 1:37.24.6 |
| 7   | Tom Dickie         | BMW     | 91.08 mph  | 1:39.26.0 |
| 8   | Keith Heckles      | Norton  | 86.11 mph  | 1:45.10.8 |
| 9   | Tony Anderson      | BMW     | 85.81 mph  | 1:45.32.0 |
| 10  | Peter Darvill      | Honda   | 80.51 mph  | 1:52.29.4 |
| DNF | Peter Williams     | Norton  |            |           |

### Production 500 TT
De lichtere Production-klassen telden nauwelijks deelnemers. Slechts 17 starters waren er in de 500cc-race, waarvan er negen de finish haalden. Brian Finch verongelukte toen hij het Ballacraine Hotel binnen reed, waarschijnlijk door een afgebroken rempedaal van zijn Suzuki T 500.

#### Uitslag Production 500 TT
| Pos | Coureur        | Merk     | Snelheid  | Tijd      |
| --- | -------------- | -------- | --------- | --------- |
| 1   | John Williams  | Honda    | 91.04 mph | 1:39.28.8 |
| 2   | Graham Penny   | Honda    | 89.09 mph | 1:41.39.6 |
| 3   | A.T.Cooper     | Suzuki   | 86.63 mph | 1:44.32.8 |
| 4   | Graham Bailey  | Suzuki   | 86.42 mph | 1:44.47.8 |
| 5   | Tom Loughridge | Suzuki   | 85.34 mph | 1:46.07.4 |
| 6   | Martyn Ashwood | Suzuki   | 85.34 mph | 1:46.07.6 |
| 7   | Danny Shimmin  | Suzuki   | 84.39 mph | 1:47.21.6 |
| 8   | P.Jones        | Suzuki   | 81.67 mph | 1:50.53.2 |
| 9   | Bill Milne     | Kawasaki | 80.55 mph | 1:52.26.0 |
| DNF | Brian Finch    | Suzuki   | ongeluk   | (†)       |

### Production 250 TT
De Production 250 TT had zelfs maar vijftien deelnemers, waarvan er negen de finish haalden. Onder de uitvallers was de jonge Barry Sheene, die met zijn vijf jaar oude Suzuki RT 67 ook al in de Lightweight 125 cc TT was uitgevallen en dit keer met een Suzuki T 250 reed.

#### Uitslag Production 250 TT
| Pos | Coureur          | Merk    | Snelheid  | Tijd      |
| --- | ---------------- | ------- | --------- | --------- |
| 1   | Bill Smith       | Honda   | 84.14 mph | 1:47.43.6 |
| 2   | Charlie Williams | Yamaha  | 84.04 mph | 1:47.52.0 |
| 3   | Tommy Robb       | Honda   | 82.49 mph | 1:49.47.6 |
| 4   | Peter Berwick    | Suzuki  | 81.27 mph | 1:51.26.4 |
| 5   | Gordon Daniels   | Suzuki  | 81.09 mph | 1:51.41.4 |
| 6   | Lindsay Porter   | Suzuki  | 79.14 mph | 1:54.26.6 |
| 7   | Roy Simmons      | Suzuki  | 76.53 mph | 1:58.20.0 |
| 8   | Jim Evans        | Montesa | 74.44 mph | 2:01.20.8 |
| 9   | Bill Barker      | Honda   | 72.25 mph | 2:05.21.0 |
| DNF | Barry Sheene     | Suzuki  |           |           |

### Sidecar 750 cc TT
Na tien jaar won Georg Auerbacher zijn eerste Sidecar TT. Siegfried Schauzu brak in de eerste ronde het ronderecord, maar viel in de tweede ronde uit.

#### Uitslag Sidecar 750 cc TT
| Pos | Coureur               | Bakkenist        | Merk      | Snelheid  | Tijd      |
| --- | --------------------- | ---------------- | --------- | --------- | --------- |
| 1   | Georg Auerbacher      | Hermann Hahn     | BMW       | 86.86 mph | 1.18.12.0 |
| 2   | A.Samson              | D. Jose          | Triumph   | 82.50 mph | 1.22.20.2 |
| 3   | R. Williamson         | J. McPherson     | Weslake   | 82.25 mph | 1.23.50.0 |
| 4   | R.Woodhouse           | D.Woodhouse      | Honda     | 81.91 mph | 1.22.55.0 |
| 5   | D.Wood                | D.Coomber        | Norton    | 81.19 mph | 1.23.39.8 |
| 6   | D.Plummer             | M.Brett          | Triumph   | 80.77 mph | 1.24.05.6 |
| 7   | B.Currie              | M.Scott          | Triumph   | 80.60 mph | 1.24.16.2 |
| 8   | M.Potter              | P.J.Burleigh     | BSA       | 80.18 mph | 1.24.43.4 |
| 9   | D.Hawes               | J.P.Mann         | Seeley    | 80.09 mph | 1.24.48.6 |
| 10  | A.Methersill          | M.Mitchinson     | AMS       | 79.52 mph | 1.25.24.8 |
| DNF | Chris Vincent         | Mick Casey       | BSA       |           |           |
| DNF | Siegfried Schauzu     | Wolfgang Kalauch | BMW       |           |           |
| DNF | Heinz Luthringshauser | Armgard Neumann  | BMW       |           |           |
| DNF | Arsenius Butscher     | Josef Huber      | BMW       |           |           |
| DNF | Malcolm Hobson        | J. Hartridge     | BSA       |           |           |
| DNF | Horst Owesle          | Julius Kremer    | Münch-URS |           |           |

1907 · 1908 · 1909 · 1910 · 1911 · 1912 · 1913 · 1914 · Eerste Wereldoorlog · 1920 · 1921 · 1922 · 1923 · 1924 · 1925 · 1926 · 1927 · 1928 · 1929 · 1930 · 1931 · 1932 · 1933 · 1934 · 1935 · 1936 · 1937 · 1938 · 1939 · Tweede Wereldoorlog · 1947 · 1948 · 1949 · 1950 ·1951 · 1952 · 1953 · 1954 · 1955 · 1956 · 1957 · 1958 · 1959 · 1960 · 1961 · 1962 · 1963 · 1964 · 1965 · 1966 · 1967 · 1968 · 1969 · 1970 · 1971 · 1972 · 1973 · 1974 · 1975 · 1976 · 1977 · 1978 · 1979 · 1980 · 1981 · 1982 · 1983 · 1984 · 1985 · 1986 · 1987 · 1988 · 1989 · 1990 · 1991 · 1992 · 1993 · 1994 · 1995 · 1996 · 1997 · 1998 · 1999 · 2000 · 2002 · 2003 · 2004 · 2005 · 2006 · 2007 · 2008 · 2009 · 2010 · 2011 · 2012 · 2013 · 2014